# Billig
Billig este o localitate cu aproape 500 de locuitori ce aparține de Euskirchen, fiind situat la sud de acesta în pădurea Billig. Billig fiind între localitățile ce aparțin de Euskirchen, amplasat la cea mai înaltă altitudine.